# Nordby (Fanø)
Nordby es la principal localidad de la isla Fanø, y capital del municipio homónimo, en Dinamarca, Su población en 2012 es de 2.638 habitantes. 
El núcleo original de Nordby, se ubica en la costa noreste de la isla, en la bahía de Fanø, frente al puerto de Esbjerg. Sin embargo, la localidad se ha extendido bastante hacia la costa oriental y hacia el sur, fusionándose con la localidad de Rindby. Las actividades principales son la pesca, la artesanía y el turismo, y varios de sus habitantes trabajan en Esbjerg. En Nordby tiene instalaciones el Centro de Estudios Marítimos del Oeste de Dinamarca (Maritimt Uddannelsescenter Vest).
Nordby, cuyo nombre significa "ciudad del norte", fue llamada originalmente Odde ("punta"). Surgió en la Edad Media como un asentamiento pesquero. Durante el siglo XVIII y XIX se desarrolló como un importante centro de la construcción naval, cuyas huellas aún son visibles en la parte vieja de la ciudad.
Nordby conserva varias casas de arquitectura tradicional. La iglesia data de finales del siglo XVIII.